# Kaple svaté Anny (Pelhřimovy)
Zámecká kaple svaté Anny, označovaná též jako Panská kaple, stojí v téměř zaniklé moravské části vsi Pelhřimovy, příslušející dnes k části Slezské Rudoltice obce Slezské Rudoltice v okrese Bruntál v Česku, asi 30 metrů od státní hranice. Původně byla zámeckou kaplí příslušející k nedalekému zámku, stojícímu na opačné straně hraničního potoka, ve slezské části vsi, která dnes pod názvem Pielgrzymów patří k Polsku. Na severozápadní straně asi 20 metrů od kaple vede stezka s českou cyklotrasou č. 6116, kolem kaple vede krátká spojka propojující ji po můstku přes potok se silnicí v polské části vsi u areálu zámku. 

## Historie

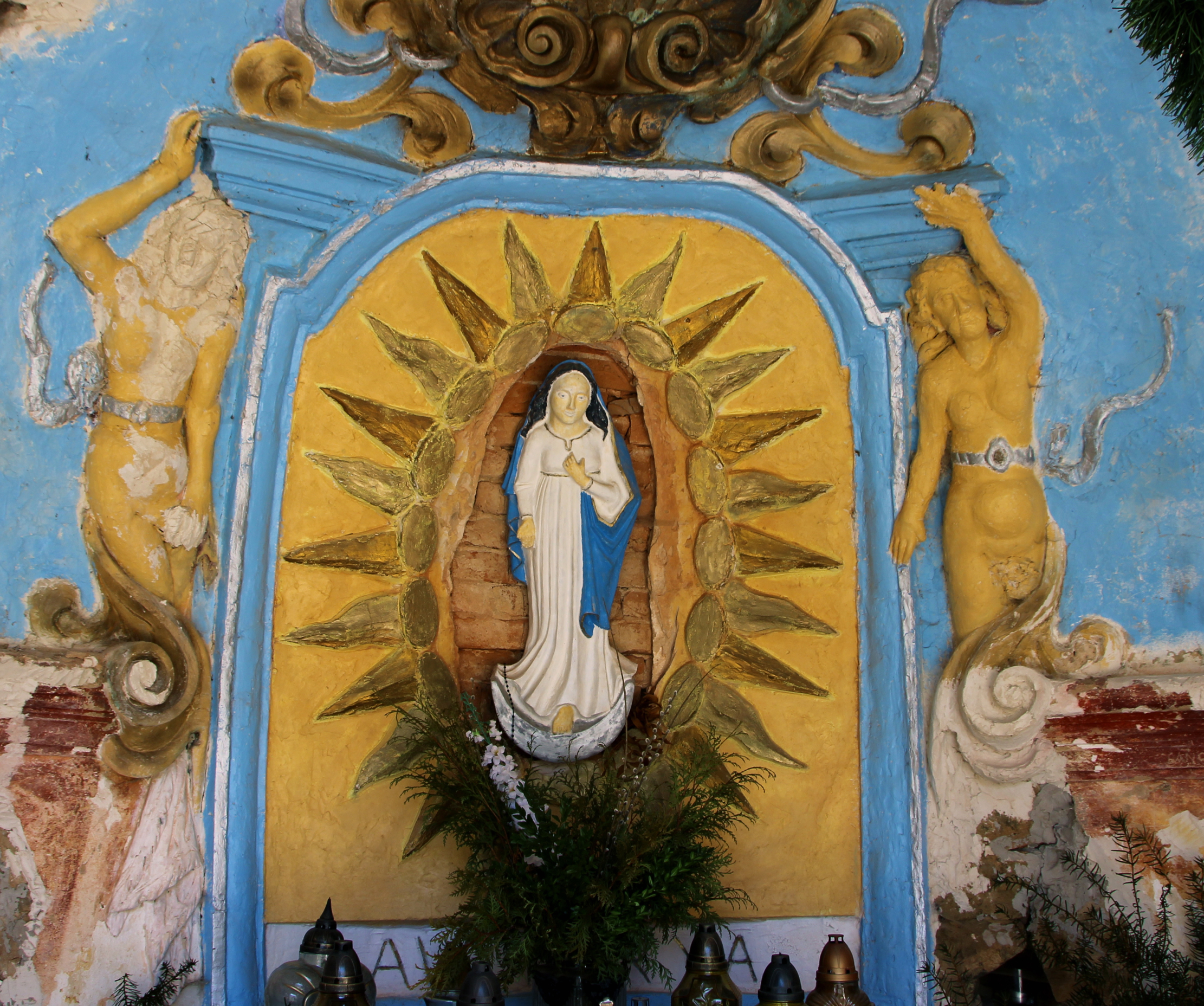
Vnitřní výzdoba kaple, stav v roce 2012

Podle některých zdrojů byla ves rozdělena na moravskou a slezskou část již v době, kdy obě části (moravské Osoblažsko i slezské Krnovské knížectví) patřily k habsburské monarchii. Státní hranice mezi Rakouskem a Pruskem rozdělila ves Pilgersdorf v roce 1742, rakouská (moravská) strana poté připadla Československu a následně Česku, pruská (slezská) strana Německu a v roce 1945 Polsku, mezitím však v roce 1930 byla státní hranice na základě mezistátní dohody přeložena do trasy potoka protékajícího po délce vsi (různé zdroje tento úsek potoka zmiňují pod názvy Hrozová, Trója, Biskupický potok, potok Grozowy, Wielki Potok), čímž pravděpodobně došlo i k oddělení zámecké kaple od zámku. V červenci a v srpnu 1946 bylo z české části vsi původní německé obyvatelstvo vysídleno, následně byla ves dosidlována převážně Slováky a volyňskými Čechy, po únoru 1948 však ministerstvo vnitra rozhodlo o vysídlení hraničního pásma, v letech 1949–1950 probíhala demolice většiny objektů v obci, v srpnu 1951 byla obec zrušena a připojena ke Slezským Rudolticím, k 1. lednu 1971 byla zrušena i jako evidenční část obce.
Na podzim 2015 kapli od stávajícího vlastníka, Státního statku Razová v likvidaci, odkoupil broumovský spolek Omnium. Ke dni převzetí byla kaple prázdná, klenba pukala, kaple neměla dveře ani mříž, střecha byla lepenková a fasáda a interiér zničené. Na jaře 2016 byl vypracován projekt na obnovu kaple, v červnu 2016 byla zahájena realizace.

### Koronavirová okupace

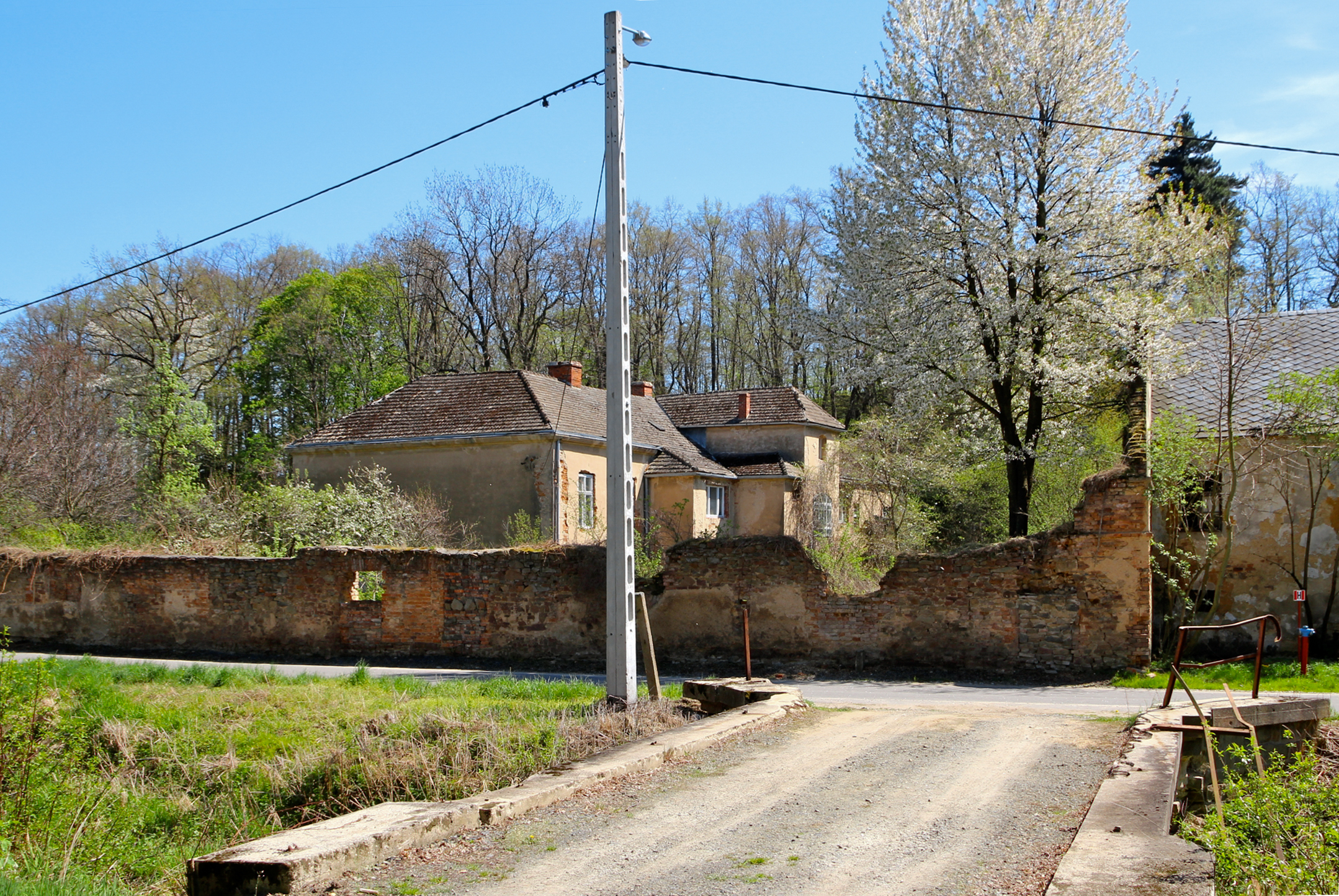
Hraniční můstek mezi kaplí a zámkem, pohled od kaple na zámek

Koncem května 2020 došlo k incidentu, kdy hlídka polské armády v rámci opatření souvisejících s pandemií nemoci covid-19 obsadila české území v okolí Panské kaple, utábořila se přímo před kaplí a bránila českým občanům v přístupu k ní, pravděpodobně po dobu několika dní. Na české cestě odbočující z české strany ke kapli vybudovali polští vojáci zátarasy. Dne 28. května se samopaly v rukou zabránili k přístupu ke kapli stavebnímu inženýrovi, který zde pro vlastníka kapličky provádí stavební dozor. Zprávu o přetrvávající situaci v místě včetně fotografií poprvé přinesl 6. června 2020 Bruntálský a krnovský deník. V pátek 12. června 2020 polské ministerstvo obrany přiznalo „krátkou okupaci“ malé části území Česka, označilo rozmístění pohraniční hlídky za důsledek nedorozumění, ne úmyslný čin, a uvedlo, že prý okamžitě došlo k nápravě a případ byl vyřešen. Ministerstvo zahraničních věcí České republiky potvrdilo, že polští vojáci omylem překročili hranici a zaujali tam pozice, na což Velvyslanectví České republiky ve Varšavě polskou stranu muselo upozornit. Podle českého ministerstva zahraničí však Polsko dosud formálně nevysvětlilo, proč omylem okupovalo kus sousední země. Ani jedno z ministerstev neupřesnilo, kolik dní tato okupace trvala. O případu jako o kuriozitě následně referovalo několik zahraničních médií.